# Markéta Jahodová
Markéta Jahodová (* 31. ledna 1951 Praha) je česká rozhlasová režisérka.

## Život
Vystudovala herectví na Divadelní fakultě Akademie múzických umění v Praze. Studovala pod vedením Františka Salzera, Václava Vosky a Vlasty Fabianové. Po absolvování nastoupila do Českého rozhlasu v Brně. Zde působila v různých funkcích: jako zpravodajka, autorka dokumentárních pořadů, moderátorka pořadu Na nedělní vlně Brna a jako režisérka rozhlasových her. Rovněž zde vedla dětský rozhlasový soubor.
V roce 1988 přešla do Českého rozhlasu v Praze. Po roce 1997 se stala šéfrežisérkou oddělení slovesné realizace. Od roku 2003 je režisérkou stanice Vltava.

## Dílo

### Rozhlasové dramatizace (výběr)
- 1991 – Guy de Maupassant: Slečna Perla, povídka, četli:Ladislav Frej, Zdeněk Dolanský, Dana Syslová a Ilja Racek. Překlad: Břetislav Šorm; režie: Markéta Jahodová
- 1996 – Zdeňka Psůtková: Noc v Čechách. Epizoda ze života spisovatelky madame de Staël, dramaturgie Jarmila Konrádová, režie Markéta Jahodová, hráli: Jana Hlaváčová, Luděk Munzar, Ivan Trojan, Pavel Pípal, Jan Teplý a Rudolf Kvíz. Český rozhlas 1996.[1]
- 1997 – Šárka Kosková: Uloupený život. Pětidílná rozhlasová dramatizace na motivy stejnojmenného románu Karla Josefa Beneše. Dramaturgie Jana Paterová. Osoby a obsazení: Martina (Vanda Hybnerová), Karal (Zdeněk Hruška), Otec (Jiří Zahajský), Cilka (Simona Vrbická), Teta Fany (Marie Marešová), Rauchberger (Bořivoj Navrátil), Andersen (Pavel Pípal), Muž (Jiří Havel), Žena (Marie Spurná), Jiný muž (Oscar Gottlieb), Jiná žena (Jaroslava Obermaierová), Erlebach (Ilja Racek), hlasy (Simona Vrbická, Jana Drbohlavová a Jitka Škápíková), kameloti (Roman Peterka, Ivo Theimer a Marek Epstein).[2]
- 1998 – Oscar Wilde: Bezvýznamná žena, překlad: Jiří Zdeněk Novák, rozhlasová úprava: Josef Hlavnička, dramaturgie: Jarmila Konrádová, režie: Markéta Jahodová. Hráli: Lord Illingworth (Viktor Preiss), Sir John Pontecraft (Svatopluk Beneš), Pan Ketlick, poslanec (Petr Kostka), Gerald Arbuthnot (Pavel Chalupa), Lady Hunstantonová (Viola Zinková), Lady Karolína Pontecraftová (Jaroslava Adamová), Paní Allonbyová (Gabriela Vránová), Slečna Ester Worsleyová (Petra Špalková), Paní Arbuthnotová (Dana Syslová), vypravěč (Josef Červinka), Francis, sluha (Tomáš Racek) a Alice, komorná (Jana Zímová)[3]
- 1998 – Julius Zeyer: Radúz a Mahulena, pohádka o čtyřech dějstvích. Rozhlasová úprava Jana Paterová a Pavel Šrut. Hudba Josef Suk. Dramaturgie Jana Paterová. Režie Markéta Jahodová. Účinkují: Filip Blažek, Lenka Krobotová, Boris Rösner, Johanna Tesařová, Petra Špalková, Martina Delišová, Jana Drbohlavová, Ladislav Mrkvička, Jiří Hromada, Svatopluk Skopal, Jaroslava Pokorná, Rudolf Kvíz, Marie Marešová, Karel Pospíšil, Michal Michálek, David Voráček, Jaroslav Šmíd, Petra Kulíková, Michaela Pánková, Ivana Hromková a Andrea Elsnerová. Natočeno v roce 1998[4]
- 1999 – Dmitrij Sergejevič Merežkovskij: Leonardo da Vinci, desetidílný rozhlasový seriál. Z překladu Anny Teskové připravil dramatizaci Roman Císař, v dramaturgii Jany Paterové režírovala Markéta Jahodová. Osoby a obsazení: Leonardo da Vinci (Viktor Preiss), Giovanni /Antonio/ Boltraffio (Tomáš Petřík), Cipriano Buonaccorsi (Karel Pospíšil), Grillo (Stanislav Fišer), Antonio da Vinci (Rostislav Čtvrtlík), Giorgio Merula (Vladimír Ráž), Strocco (Pavel Pípal), Faustino (Rudolf Kvíz), Girolamo Savonarola (Jiří Zahajský), Cesare da Sesto (Vladimír Dlouhý), Salaino, vl.jm. Gian Giacomo Caprotti (Jan Hrubec), Marco d'Oggione (Zdeněk Hruška), Mona Cassandra (Lenka Krobotová), Zoroastro (Alois Švehlík), dvorní topič (Steva Maršálek) a další. Hudba: Lukáš Matoušek.[5]
- 2000 – William Shakespeare: Zkrocení zlé ženy, překlad Martin Hilský, rozhlasová úprava a dramaturgie Jana Paterová, hudba Miki Jelínek, režie Markéta Jahodová. Osoby a obsazení: Baptista Milola, bohatý měšťan z Padovy (Viktor Preiss), Vincentio, bohatý měšťan z Pisy (Karel Pospíšil), Petruchio, veronský šlechtic (Otakar Brousek mladší), Gremio, Biančin nápadník (Ladislav Frej), Hortensio, Biančin nápadník (Martin Zahálka), Tranio, sluha Lucentia (David Novotný), Biondello, Lucentiův sluha (Ota Jirák), Grumio, sluha Petruchia (Ladislav Mrkvička), Curzio, sluha Petruchia (Antonín Molčík), Nathan, sloužící Petruchia (Radim Vašinka), Filip, sloužící Petruchia (Matěj Dadák), Josef, sloužící Petruchia (Jindřich Hinke), Starý pán (Rudolf Pellar), Kateřina (Barbora Hrzánová), Bianca (Andrea Elsnerová), Lucentio, Vincentiův syn (Tomáš Petřík), Vdova (Vlasta Žehrová), Krejčí (Stanislav Zindulka), Kloboučník (Miloš Rozhoň) a sluha Baptisty (Tomáš Racek).[6]
- 2000 – Radclyffe Hall: Studna osamění, třídílná rozhlasová adaptace románu. Překlad: Vladimír Vendyš, dramatizace: Petra Ušelová, dramaturgie: Jana Paterová, hudba: Michal Rataj, režie: Markéta Jahodová.[7]
- 2001 – William Shakespeare: Hamlet
- 2001 – William Shakespeare: Bouře
- 2002 – Ödön von Horváth: Povídky z Vídeňského lesa, překlad: Jiří Stach a Pavel Kopta, rozhlasová úprava: Miroslav Stuchl, dramaturgie Jana Paterová,
- 2003 – Oscar Wilde: Vějíř lady Windermerové : hra o slušné ženě, vítězná hra ankety Neviditelný herec. Přeložil Milan Lukeš, rozhlasová úprava a dramaturgie Jana Paterová, režie Markéta Jahodová. Osoby a obsazení: lord Windermere (Viktor Preiss), lady Windermerová (Kamila Špráchalová), lord Darlington (Jiří Dvořák), paní Erlynnová (Vilma Cibulková), vévodkyně z Berwicku (Jaroslava Adamová), lord Augustus Lorton (František Němec), lady Agáta Carlislová (Karolina Kaiserová), pan Dumby (Oldřich Vízner), lady Plymdalová (Gabriela Vránová), pan Cecil Graham (Jiří Štěpnička), lady Stutfieldová (Jelena Juklová), pan Hopper (Václav Vydra), lady Jedburghová (Viola Zinková), Parker, komorník (David Hák), paní Cowperová + žena 1 (Luďa Marešová), žena 2 (Zuzana Vojtíšková), žena 3 (Libuše Šplíchalová), muž 1 + hlas (Petr Železný), muž 2 (Petr Šplíchal), muž 3 (Jiří Litoš), muž 4 (Tomáš Pergl) a žena 4 (Eva Přibylová).
- 2003 – William Shakespeare: Richard II.
- 2004 – William Shakespeare: Konec dobrý, všechno dobré
- 2004 – Fiona MacLeod: Rybář lidí, hebridská legenda. Překlad Vojtěch Gaja, četla: Věra Kubánková, režie: Markéta Jahodová.
- 2005 – William Shakespeare: Othello
- 2006 – William Shakespeare: Romeo a Julie, překlad Jiří Josek, rozhlasová úprava a dramaturgie Jana Paterová, hudba: Vratislav Šrámek, režie Markéta Jahodová. Osoby a obsazení: Escalus, veronský vévoda (Petr Kostka), Mercuzio, mladý šlechtic, příbuzný vévody a přítel Romea (Martin Hofmann), Paris, mladý šlechtic, příbuzný vévody (Martin Preiss), Montek, hlava veronské rodiny znepřátelené s rodinou Capuletů (Zdeněk Dolanský), paní Monteková (Jelena Juklová), Romeo, Montekův syn (Jan Dolanský), Benvolio, Montekův synovec a přítel Romea (Tomáš Petřík), Baltazar, Romeův sluha (Miroslav Táborský), Capulet, hlava veronské rodiny znepřátelené s rodinou Monteků (Jiří Štěpnička), paní Capuletová (Libuše Šafránková), Tybalt, synovec paní Capuletové (Tomáš Matonoha), Julie, Capuletova dcera (Zuzana Kajnarová), chůva (Simona Stašová), Petr, sluha Juliiny chůvy (David Hák), Samson, sloužící z domu Capuletů (Ladislav Hampl), Gregory, sloužící z domu Capuletů (Matěj Hádek), Otec Lorenzo, františkánský mnich (Jan Hartl), Bratr Jan, františkánský mnich (Hanuš Bor) a další. Český rozhlas, 2006 (129 min)[8]
- 2009 – Ivan Martin Jirous: Pravdivý příběh Plastic People, čte: Ivan Martin Jirous a Oldřich Kaiser, připravila: Jana Doležalová, dramaturgie: Jiří Vondráček, hudba: Milan Hlavsa, hrají: The Plastic People of the Universe, režie: Markéta Jahodová.[9]

### Četba na pokračování (výběr)
- 2013 – Zdena Salivarová: Nebe, peklo, ráj, osmidílná četba na pokračování, čte: Lucie Pernetová,[10]
- 2013 – Anna Zonová: Lorenz, zrady černá komedie o touze po moci. Čte: Michal Zelenka (herec) [11]
- 2013 – Magdaléna Platzová: Anarchista, Četba na pokračování, Český rozhlas [12]
- 2009 – Norman Mailer – Duch Děvky, desetidílná dramatizace, rozhlasová úprava Jan Kolář, účinkují Jan Hartl, Lucie Štěpánková, Václav Postránecký, Ladislav Frej, Vladimír Dlouhý, Naďa Konvalinková a další. [13]
- 2012 – Vladislav Vančura: Konec starých časů, patnáctidílná četba na pokračování. V režii Markéty Jahodové a dramaturgii Jarmily Konrádové a Jiřího Vondráčka četl Ladislav Mrkvička.[14]
- 2018 – Vladislav Vančura: Markéta Lazarová, čte: Lukáš Hlavica, režie: Markéta Jahodová.